# Breza, Sjenica
Breza (izvirno srbsko Бреза) je naselje v Srbiji, ki upravno spada pod Občino Sjenica; slednja pa je del Zlatiborskega upravnega okraja.

## Demografija
V naselju živi 153 polnoletnih prebivalcev, pri čemer je njihova povprečna starost 36,4 let (33,6 pri moških in 40,0 pri ženskah). Naselje ima 48 gospodinjstev, pri čemer je povprečno število članov na gospodinjstvo 4,42.
To naselje je, glede na rezultate popisa iz leta 2002, večinoma bošnjaško.
|  |

| Demografija | Demografija     | Demografija     |
| Leto        | Št. prebivalcev | Št. prebivalcev |
| ----------- | --------------- | --------------- |
|             |                 |                 |
|             |                 |                 |
|             |                 |                 |
|             |                 |                 |
| 1948        | 403             |                 |
| 1953        | 471             |                 |
| 1961        | 505             |                 |
| 1971        | 260             |                 |
| 1981        | 246             |                 |
| 1991        | 89              | 89              |
| 2002        | 247             | 212             |
|             |                 |                 |

| Etnična sestava po popisu iz leta 2002 | Etnična sestava po popisu iz leta 2002 | Etnična sestava po popisu iz leta 2002 | Etnična sestava po popisu iz leta 2002 | Etnična sestava po popisu iz leta 2002 |
| -------------------------------------- | -------------------------------------- | -------------------------------------- | -------------------------------------- | -------------------------------------- |
| Bošnjaki                               | Bošnjaki                               |                                        | 208                                    | 98,11%                                 |
| Neznano                                | Neznano                                |                                        | 0                                      | 0,0%                                   |